# Constantino (século IX)
Constantino (em grego: Κωνσταντίνος; romaniz.: Konstantínos) foi um bizantino do século IX. Pouco se sabe sobre ele, e mesmo seu sobrenome é presumido. Segundo Loparev, que atribuiu-lhe o sobrenome de Megas para associá-lo ao santo Eudócimo, ele nasceu ca. 820. Era filho de Basílio e Eudócia e irmão de Eudócimo. Teve um filho chamado Eustácio.